# Golobrdac
Golobrdac es una localidad de Croacia en el ejido del municipio de Cernik, condado de Brod-Posavina.

## Geografía
Se encuentra a una altitud de 366 m s. n. m. a 158 km de la capital nacional, Zagreb.

## Demografía
Para la fecha del censo 2011 la localidad se encontraba deshabitada.
| Gráfica de población de Golobrdac 1857-2011                         |
|                                                                     |
| Según los censos de población de la oficina estadística de Croacia. |